# Magiczne drzewo. Pojedynek
Magiczne drzewo. Pojedynek – powieść napisana przez Andrzeja Maleszkę.

## Opis fabuły
Kuki, razem z Gabi i Blubkiem wyjechał na wyspę, na wakacje. Dzieci znajdują tam tajemnicze szachy wykonane z Magicznego Drzewa. Każdy z pionków ma moc spełniania życzeń na określony czas. Szachy mają także dobrą (białe pionki) i złą (czarne pionki) moc. Kuki nie chciał uczestniczyć na zajęciach, więc wyczarował klona. Nie wiedział jednak, że czarne pionki stworzą jego wroga. Trójka dzieci musi pokonać klona, który zdobył wszystkie czarne pionki.